# Formaldehid
El formaldehid o metanal és un compost orgànic del grup dels aldehids (el més simple de tots ells) de fórmula {\displaystyle {\ce {H2CO}}}. És un gas d'olor forta i irritant, soluble en aigua i alcohol. Fou descobert l'any 1867 pel químic alemany August Wilhelm von Hofmann.
S'obté industrialment per l'oxidació parcial del metanol. El formaldehid també és produït en petites quantitats en oxidacions incompletes de compostos carbònics tant orgànics com inorgànics. Per exemple, és produït en incendis forestals o se'l pot trobar en el fum del tabac o en els gasos d'escapament dels automòbils. A l'atmosfera, el formaldehid és generat per l'acció dels rajos solars i l'oxigen sobre el metà i altres hidrocarburs. D'aquesta manera, és un component de la boira produïda per contaminació. També se'n troba, en petites quantitats, com a producte intermediari de reaccions metabòliques en éssers vius.

## Història

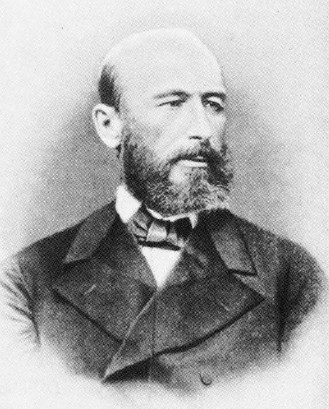
Aleksandr Bútlerov.

El formaldehid fou sintetitzat per primera vegada el 1859 quan el químic rus Aleksandr Bútlerov (1828–1886) hidrolitzà l'acetat de metil i observà l'olor característica de la solució resultant. El 1867, el químic alemany August Wilhelm von Hofmann (1818–1892) l'identificà de manera concloent, fent passant vapor de metanol i aire sobre una espiral de platí escalfada. Aquest mètode, però amb altres catalitzadors, encara constitueix el principal mètode de fabricació. La preparació del formaldehid pur fou descrita més tard pel químic alemany Friedrich August Kekulé (1829-1896) el 1882. La reacció és:
{\displaystyle {\ce {2CH3OH(g) + O2(g) -> 2CH2O(g)}}}

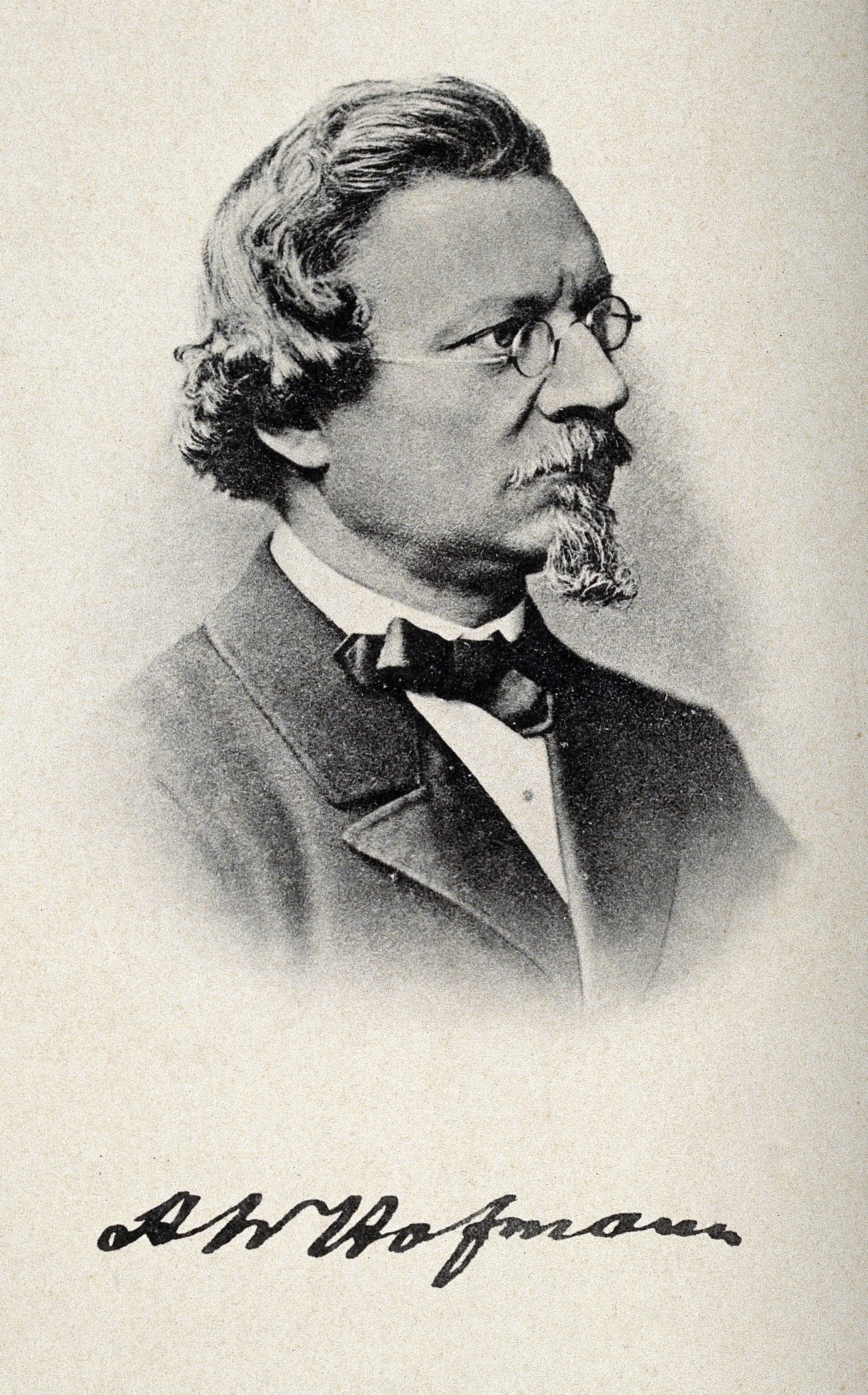
August Wilhelm von Hofmann.

La producció industrial de formaldehid fou possible el 1882, quan el químic alemany Bernhard Tollens (1841-1918) descobrí un mètode de regulació del vapor de metanol/aire que afecta el rendiment de la reacció. El 1886 el químic alemany Oscar Loew (1844-1941) reemplaçà el catalitzador en espiral de platí mitjançant una gasa de coure més eficient. L'empresa alemanya Mercklin und Lösekann inicià la producció i comercialització de formaldehid a escala industrial el 1889. Una altra empresa alemanya, Hugo Blank, patentà un catalitzador d'argent el 1910.
El desenvolupament industrial continuà a partir de 1900 fins al 1905, quan la mida de les plantes, els cabals, els rendiments i l'eficiència es varen incrementar. El 1905, Badische Anilin- & Soda-Fabrik començà a fabricar formaldehid per un procés continu que utilitza un catalitzador d'argent cristal·lí, produint 30 kg/dia en forma de dissolució aquosa del 30 %. El metanol necessari per a la producció de formaldehid s'obtenia inicialment de la indústria de la fusta per carbonització. El desenvolupament de la síntesi d'alta pressió de metanol per Badische Anilin- & Soda-Fabrik el 1925 possibilità la producció de formaldehid a una veritable escala industrial.

## Estat natural

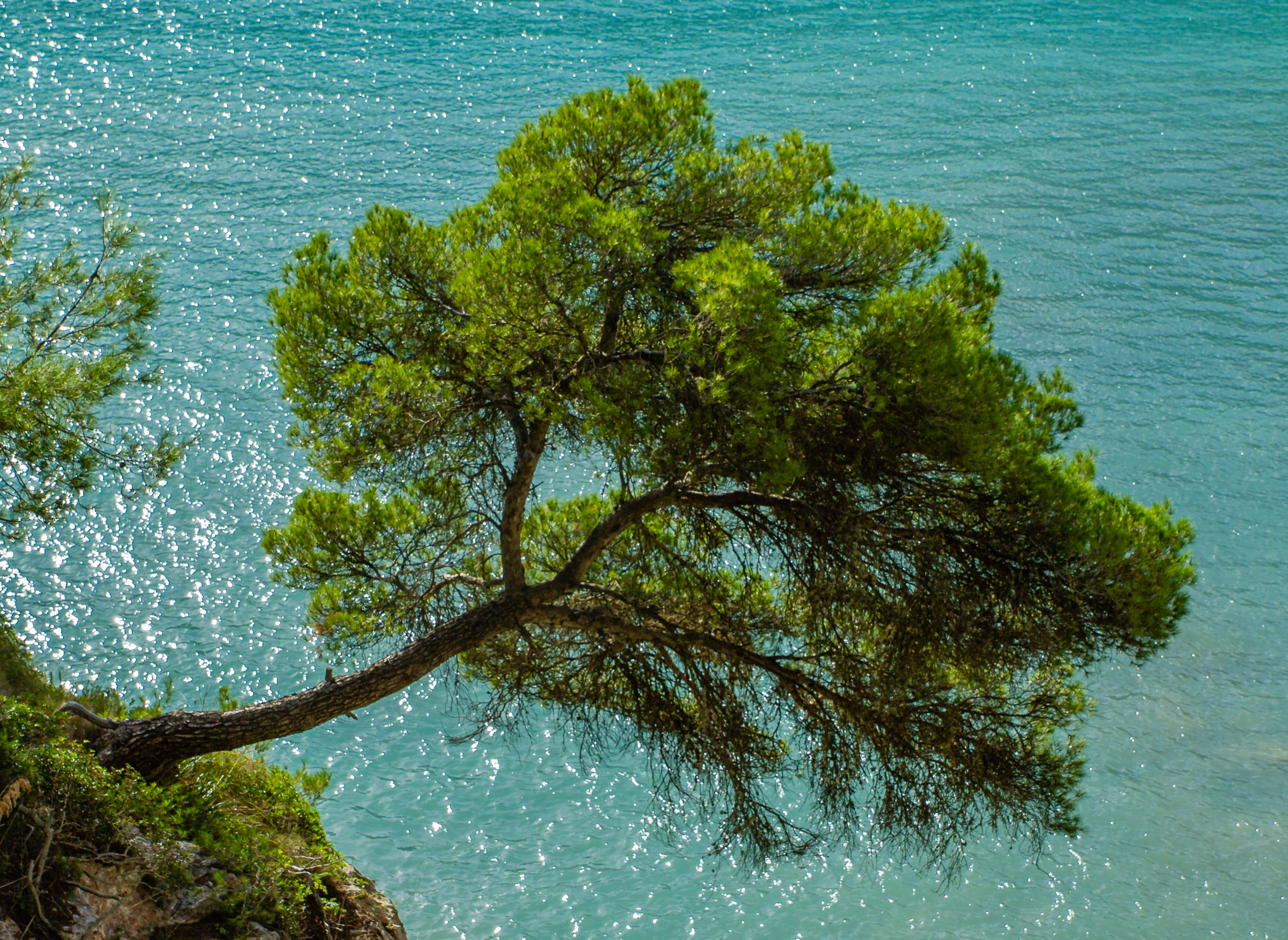
Els pins emeten formaldehid en una concentració de 0,0053 ppm.

El formaldehid es produeix a la natura a partir de matèria orgànica per processos fotoquímics a l'atmosfera. El formaldehid és un important producte en plantes i animals (incloent-hi humans), on es produeix en baixes, però mesurables, concentracions. L'emissió de formaldehid i les seves fonts inclouen l'oxidació fotoquímica del metà, la reacció entre anhídrids d'àcids i aigua sota l'acció de rajos ultraviolats, i la reacció entre monòxid de carboni i aigua. L'emissió de formaldehid de la fusta natural no processada depèn del contingut de cel·lulosa, hemicel·lulosa i lignina.

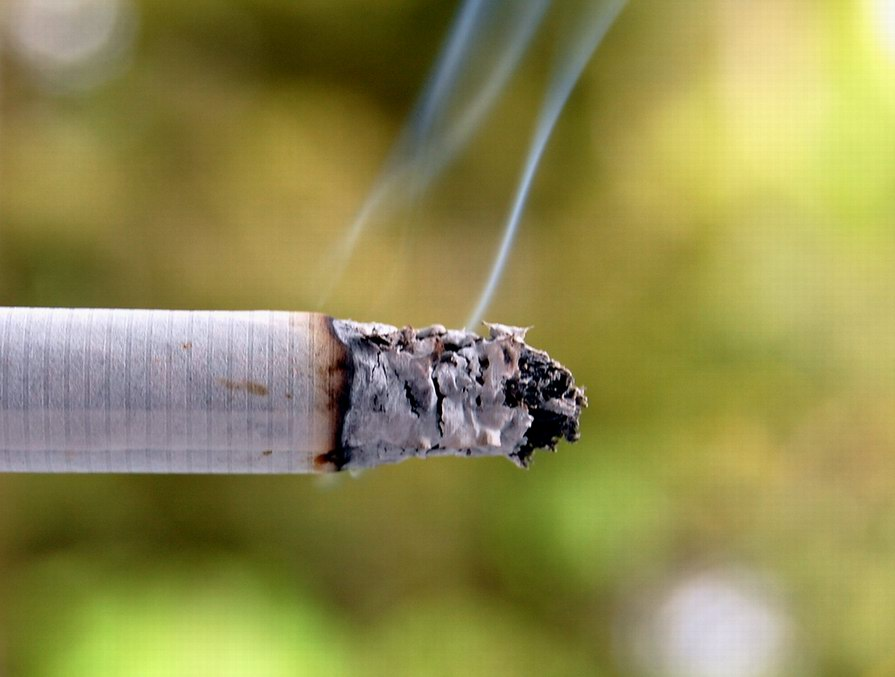
Fum de cigarreta.

Quan s'exposen als rajos ultraviolats, els productes fets d'adhesius basats en formaldehid i la descomposició de fusta sòlida i biomassa vegetal emeten formaldehid. Es forma formaldehid en les combustions incompletes de la matèria orgànica i, per tant, el formaldehid es forma en incendis forestals. Aquestes emissions poden persistir durant un temps després que l'incendi s'hagi extingit i tenir un impacte en la qualitat de l'aire a les àrees afectades. Es troba en gasos de combustió de, per exemple, vehicles, calderes de calefacció i aigua calenta i, fins i tot, en el fum de les cigarretes (3,4–8,8 μg/cigarreta). L'emissió de formaldehid també es produeix en erupcions volcàniques. Durant les erupcions volcàniques, s'alliberen gasos i partícules, incloent el formaldehid, que es generen a partir de processos de combustió i reaccions químiques a altes temperatures. Aquestes emissions poden tenir un impacte significatiu en la qualitat de l'aire i en l'entorn immediat de l'erupció volcànica.

## Propietats

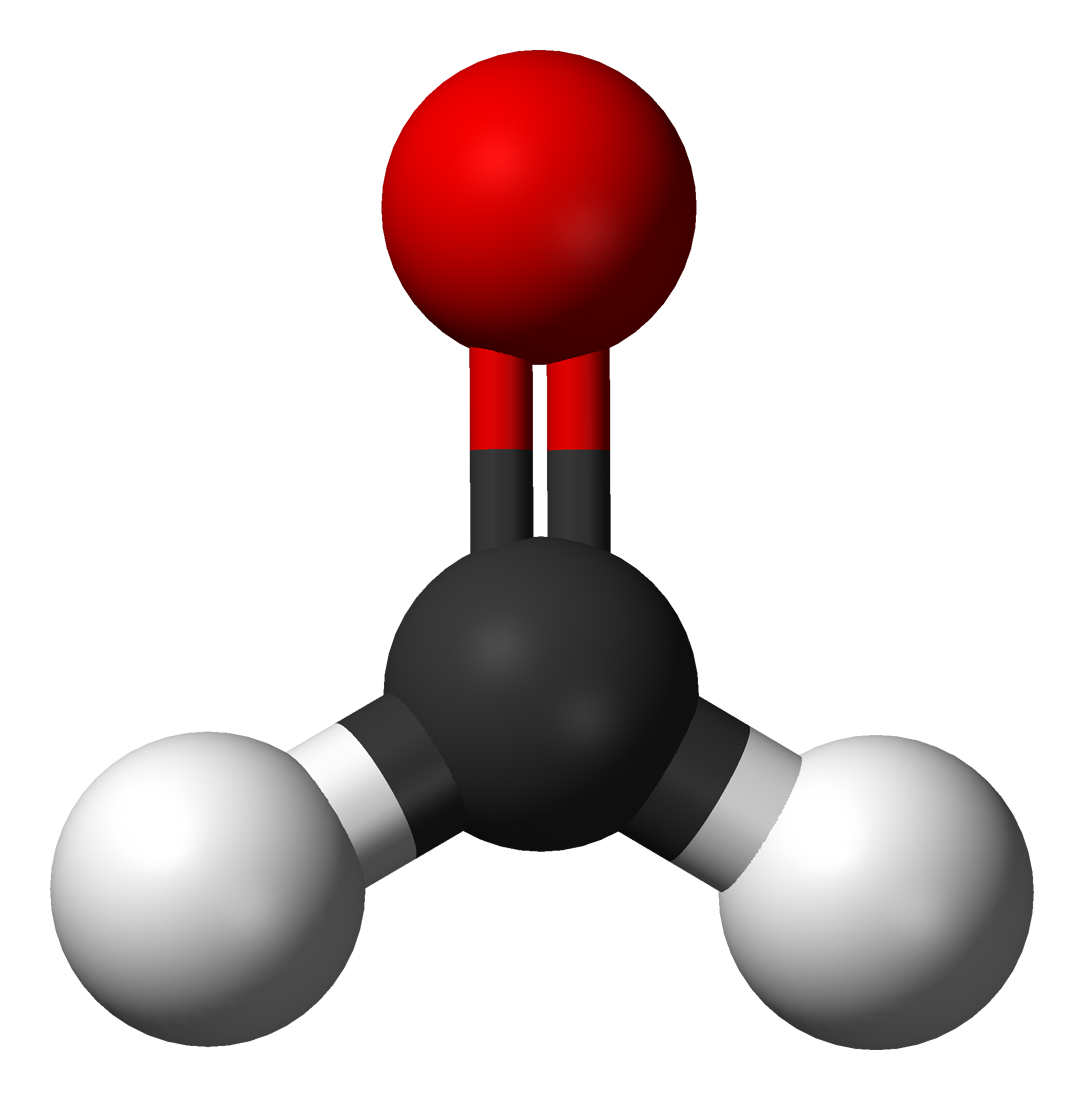
Estructura del formaldehid.

### Estructura molecular
La molècula de formaldehid té una geometria trigonal plana. El carboni empra orbitals híbrids sp² per formar enllaços σ amb els dos hidrògens i amb l'oxigen. L'oxigen també empra el mateixos orbitals. Carboni i oxigen formen un segon enllaç, un enllaç π, en superposar-se els orbitals p no hibridats per damunt i davall del pla de la molècula. Els angles entre els enllaços σ són d'aproximadament 120°.

### Propietats físiques
El formaldehid és un gas a temperatura ambient, amb un punt d'ebullició de 19,5 °C i un punt de fusió de –92 °C. Tot i que el formaldehid és un gas a temperatura ambiental, és fàcilment soluble en aigua, la solubilitat a 20 °C és de 400 g/L. Es ven normalment com una solució aquosa saturada, anomenada formol, amb concentració de formaldehid al voltant d'un 37 % en massa, amb 10 %–15 % de metanol com a estabilitzant. A l'aigua, el formaldehid es troba principalment hidratat (CH₂(OH)₂) o en forma de metanodiol. Aquest polimeritza de manera reversible per produir el seu trímer cíclic, l'1,3,5-trioxà o el seu polímer lineal, el polioximetilè (també anomenat paraformaldehid). El formaldehid és oxidat per l'oxigen atmosfèric obtenint-se àcid fòrmic i, en una segona etapa, a diòxid de carboni (CO₂.).

## Producció

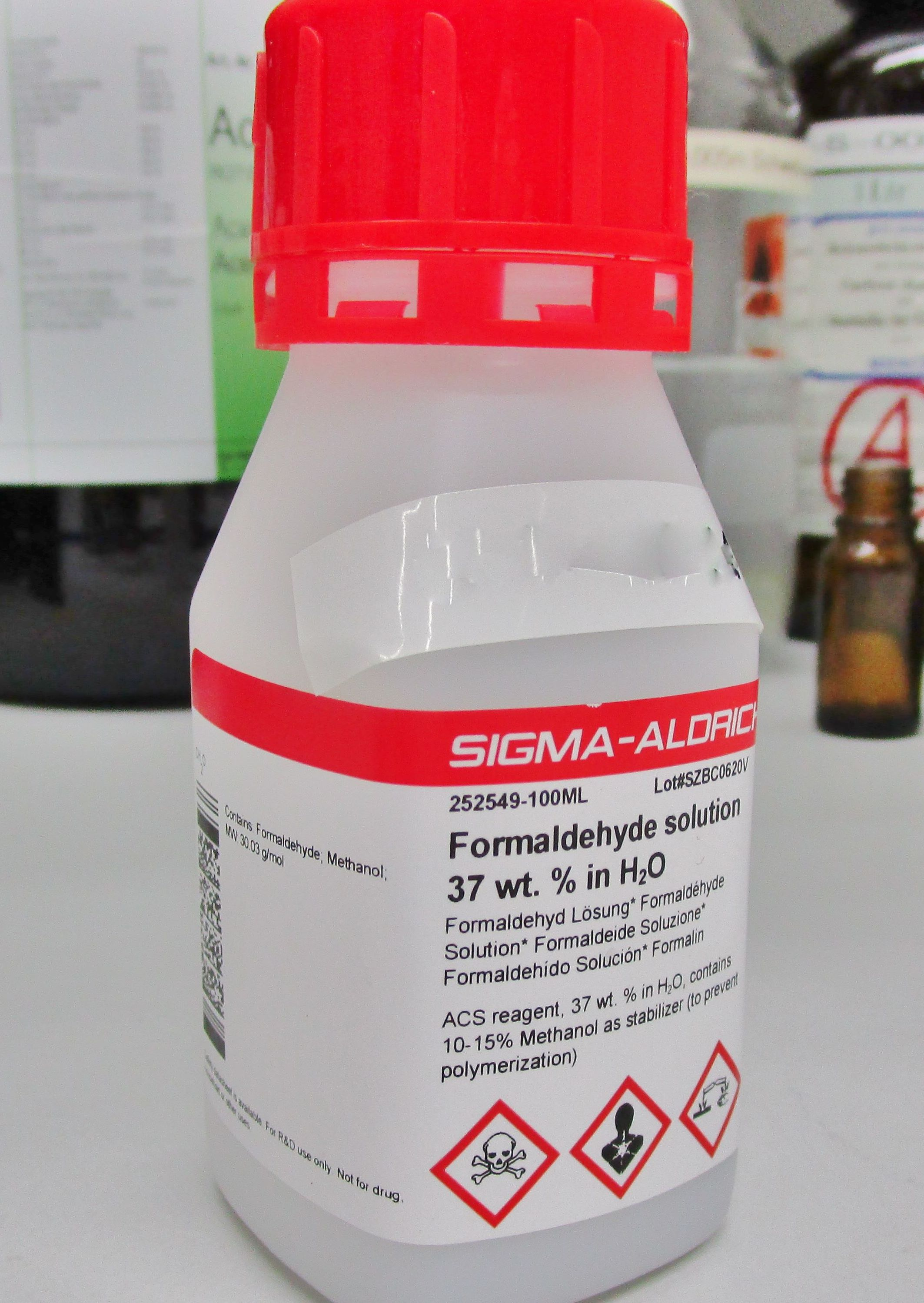
Formol

Industrialment, el formaldehid és sintetitzat per l'oxidació catalítica del metanol. Els catalitzadors més comuns poden ser o bé òxids de metalls (una barreja de molibdat de ferro(III) i òxid de molibdè(VI) {\displaystyle {\ce {Fe2(MoO4)3-MoO3}}}) o bé argent. El metanol i l'oxigen reaccionen a 250-400 °C, en presència d'òxid de ferro en combinació amb el molibdè i/o vanadi, per produir formaldehid d'acord amb la reacció següent:
{\displaystyle {\ce {2 CH3OH + O2 -> 2 H2CO + 2 H2O}}}
La síntesi basada amb l'argent com a catalitzador, té lloc a temperatura més elevada (650 °C). En aquesta es produeixen dues reaccions alhora: La mostrada anteriorment i una reacció de deshidrogenació:
{\displaystyle {\ce {CH3OH -> H2CO + H2}}}
El formaldehid és ràpidament oxidat per l'oxigen atmosfèric a àcid fòrmic. Aquest és trobat a nivells de ppm en el formaldehid comercial.
Existeixen altres mètodes de producció de formaldehid de menys importància comercial com l'obtenció d'aquest a partir d'etanol.

## Aplicacions

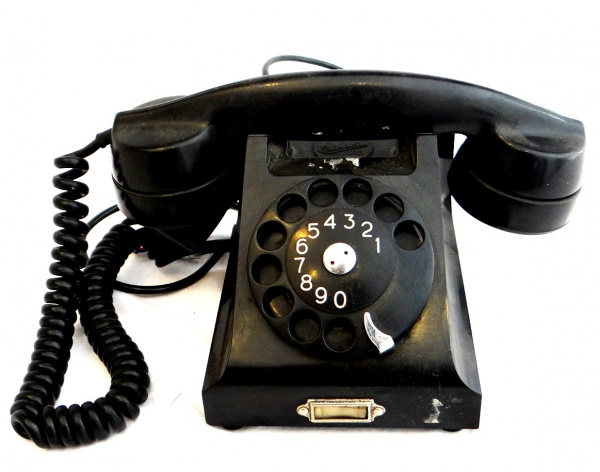
Telèfon fabricat amb baquelita, la primera resina fenòlica.

El formaldehid és un dels productes químics més versàtils i és emprat per la indústria química i altres indústries per produir un nombre pràcticament il·limitat de productes indispensables utilitzats en la vida quotidiana. La producció mundial el 2012 fou de 41 milions de tones de dissolució de formaldehid en aigua al 37 % en pes (formol), essent els principals productors: Xina (21 milions), EUA (5,9 milions), Rússia (2,7 milions) i Alemanya (2,1 milions).

### Producció de resines

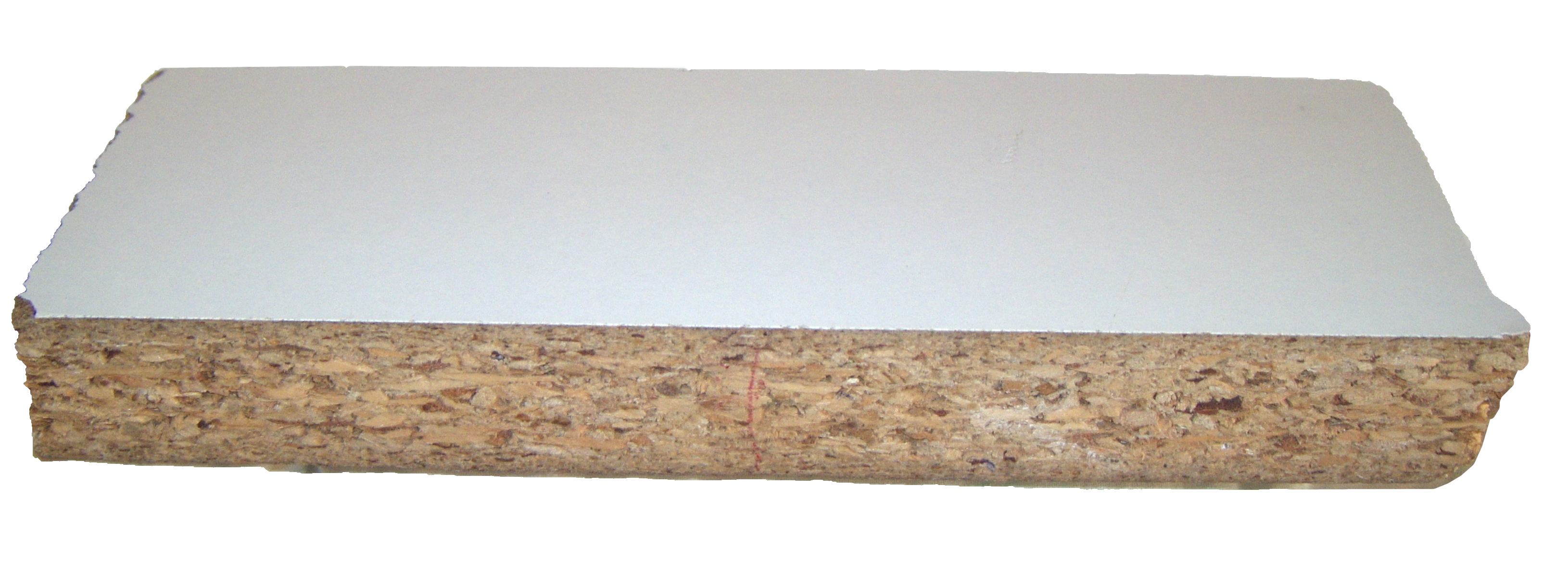
Contraplacat recobert d'una capa de resina de melamina.

Les majors quantitats de formaldehid s'utilitzen per a la producció de resines sintètiques amb urea (38 % de la producció mundial del 2015), melamina (21 %) i fenol (16 %) i, en petita mesura, amb els seus derivats. La major part d'aquestes resines són utilitzades per a la producció d'adhesius i resines impregnants, que s'utilitzen per a la fabricació de taulers de partícules, fusta contraplacada i mobles. Aquests condensats també s'utilitzen per a la producció de materials d'emmotllament curables; com a matèries primeres per al recobriment superficial i com a fertilitzants de nitrogen d'alliberament controlat. S'utilitzen auxiliars en el tèxtil, cuir, cautxú i indústries cimenteres. Altres usos inclouen lligants per a sorra de fosa, llana de roca i estores de llana de vidre en materials aïllants, paper abrasiu. Una quantitat ínfima d'urea – els condensats de formaldehid s'utilitzen en la fabricació de resines escumades que tenen aplicacions en el sector miner i en l'aïllament d'edificis.

### Intermediari en síntesi orgànica
Al voltant del 25 % de la producció total de formaldehid s'utilitza com a intermediari per sintetitzar altres productes químics composts. En aquest sentit, el formaldehid és insubstituïble com a bloc de construcció d'un sol carboni en síntesi orgànica. És, per exemple, utilitzat per sintetitzar butan-1,4-diol (5 5 de la producció mundial de formaldehid el 2015), 1,1,1-tris(hidroximethil)propà, i 2,2-dimetilpropan-1,3-diol, que s'empren en la fabricació de plàstics de poliuretà i polièster, recobriments de resina sintètica, olis lubricants sintètics i plastificants. Altres compostos produïts a partir de formaldehid inclouen 2,2-bis(hidroximetil)propan-1,3-diol (emprat principalment en matèries primeres per a recobriments superficials i en explosius) i hexametilenotetramina utilitzat com a agent d'enllaç creuat per a condensats de fenol–formaldehid i explosius).

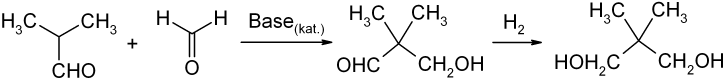
Síntesi del 2,2-dimetilpropan-1,3-diol.

tris(carboximetil)amina.

Els agents complexants tris(carboximetil)amina (NTA) i l'àcid etilendiaminotetraacètic (EDTA) es deriven del formaldehid i són components dels actuals detergents. La demanda de formaldehid per a la producció de diisocianat de metilendifenilè (MDI), emprat en l'obtenció de poliuretans, augmenta constantment (5 % de la producció total el 2015). Aquest compost és un constituent de poliuretans utilitzats en la producció d'escumes suaus i rígides i, més recentment, com a adhesiu i per a la unió de taulers de partícules. Els anomenats plàstics poliacetals (polioximtilènids) produïts per polimerització del formaldehid s'incorpora cada vegada més als automòbils per reduir el seu pes i, per tant, el consum de combustible. El 2015 s'emprà un 8 % de la producció mundial per aquest fi. També s'utilitzen per a la fabricació de components funcionals importants d'equips d'electrònica d'àudio i vídeo. El formaldehid també és un bloc de construcció per a productes utilitzats per a la fabricació de tints, adob agents, precursors de dispersió i plàstics, agents d'extracció, agents de protecció de cultius, aliments, perfums, vitamines, saboritzants i drogues.

### Ús directe

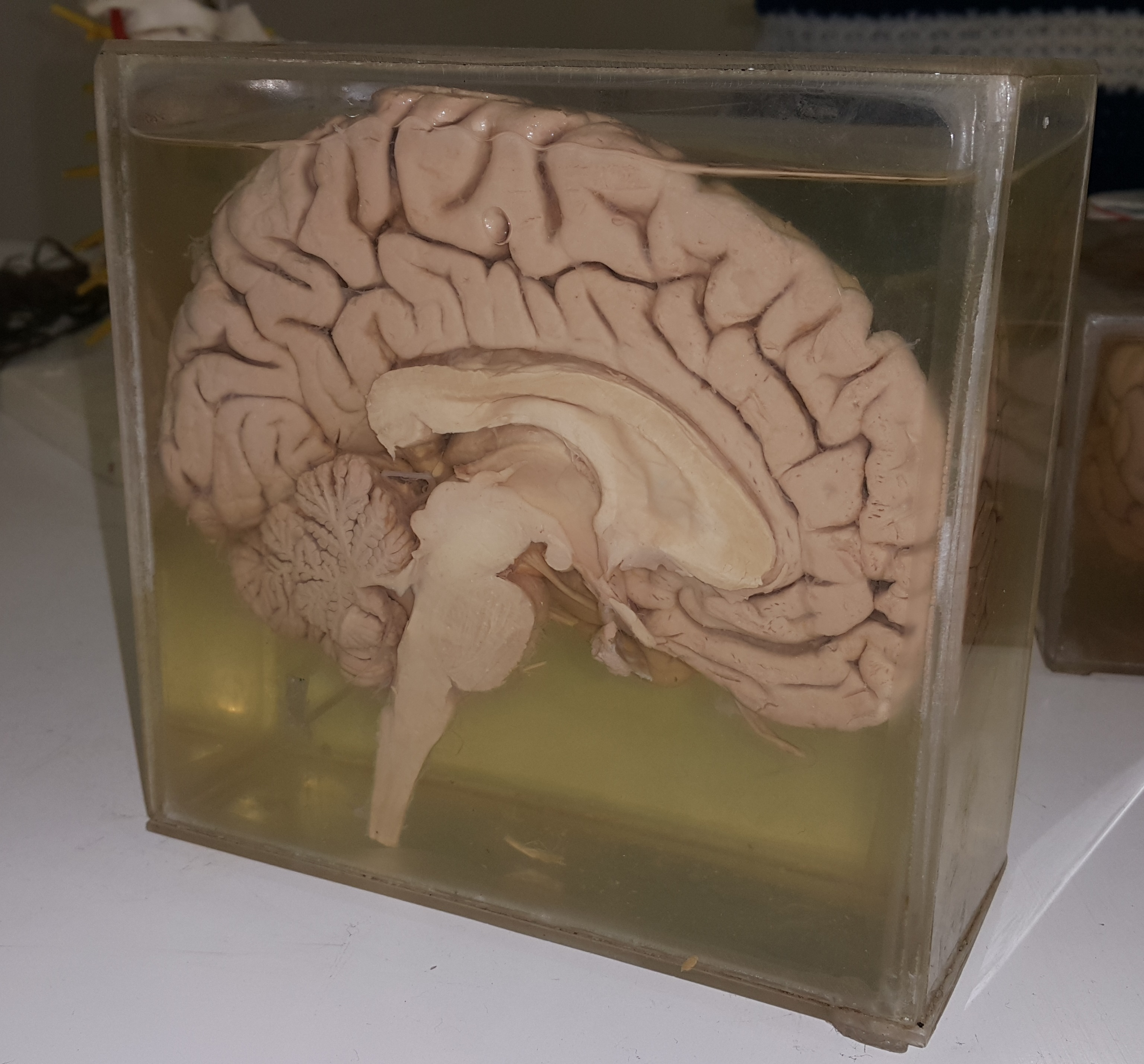
Secció de cervell humà conservat en formol.

Una quantitat ínfima del formaldehid s'utilitza directament. La seva dissolució aquosa, el formol (solució aquosa al 37 % en massa de formaldehid, amb un 10-15 % de metanol addicionat, per tal d'evitar-ne la polimerització), s'utilitza principalment per a la conservació i desinfecció, per exemple, en medicina per a la desinfecció de sales d'hospitals, conservació d'organs i éssers vius complets, i com a desinfectant contra el peu d'atleta. Com agent antimicrobià té pocs efectes secundaris i un ampli espectre d'acció. Tots els agents alternatius tenen efectes secundaris desegradables o, fins i tot, perillosos. D'altra banda, la seva toxicitat no ha estat tan investigada com el del formaldehid, i el seu espectre de l'acció és limitat (és a dir, no proporcionen protecció desinfectant). Un altre avantatgede formaldehid és que no s'acumula en l'entorn ja que escompletament oxidat a diòxid de carboni dins un temps relativament curt. En la indústria cosmètica, el formaldehid s'utilitza com a conservant en centenars de productes (sabons, desodorants, xampús...). També s'utilitza el formol com a conservant per a l'adob de licors, dispersions, agents de protecció de cultius, i conservants de fusta. A més, cal formaldehid en la indústria del sucre per prevenir el creixement bacterià durant la recuperació de xarops.
També s'empra com a inhibidor de la corrosió, en la indústria metàl·lica per aconseguir un acabat de mirall i electroplàstics, en l'elèctrodes de circuits impresos, i en la indústria fotogràfica per al desenvolupament de pel·lícules.